# Нова Терізморга
Нова Терізмо́рга (рос. Новая Теризморга, ерз. Ожгане) — присілок у складі Старошайговського району Мордовії, Росія. Входить до складу Богдановського сільського поселення.
Населення — 57 осіб (2010; 95 у 2002).
Національний склад (станом на 2002 рік):
- мокшани — 92 %